# Франц Габіхт
Франц Габіхт (нім. Franz Habicht; 9 жовтня 1891, Зонтра — 28 грудня 1972, Гамбург) — німецький офіцер і морський інженер, генерал-майор вермахту. Кавалер Німецького хреста в сріблі.

## Біографія
1 квітня 1912 року вступив добровольцем в 109-й лейб-гренадерської полк. У 1913-14 роках вивчав архітектуру. З початком Першої світової війни 2 серпня 1914 року призваний в армію. Служив у 35-му фузілерному полку. 14 вересня 1914 року важко поранений, вдруге поранений 20 червня 1915 року. У березні 1916 року переведений в гвардійський інженерний батальйон, з липня 1916 командир інженерної роти. З листопада 1918 по березень 1919 року командував інженерними частинами Добровольчого корпусу Гюльсена. 1 березня 1919 року демобілізувався, здобув освіту і диплом інженера у Вищій технічній школі в Берліні . 1 квітня 1932 року зарахований в армію, з 31 квітня 1933 року — інженерний офіцер при начальнику фортифікацій в Емсмюндінгу. 8 травня 1934 року залишив військову службу. 7 жовтня 1935 року прийнятий на службу в ВМС і зарахований в штаб командувача фортифікаціями на Ельбі і Везері. У 1936-37 роках перебував у відрядженні в Греції, де вивчав стан берегових укріплень, а у вересні 1938 року повернувся на старе місце служби. 25 вересня 1938 року переведений в ОКМ, де очолив відділ в Управлінні військово-морських озброєнь. З 15 травня 1940 року — начальник головного фортечного піонерного штабу ВМС при командувачі-адмірала на Заході. З 1 червня 1944 року — інспектор інженерних частин ВМС і начальник групи інженерних військ і фортифікацій ОКМ. 23 липня 1945 року заарештований союзниками. 18 квітня 1947 року звільнений.

## Звання
- Однорічний доброволець (1 квітня 1912)
- Унтерофіцер резерву (31 березня 1913)
- Віце-фельдфебель резерву (1 жовтня 1914)
- Лейтенант резерву (18 січня 1915)
- Лейтенант (31 березня 1916)
- Оберлейтенант (18 жовтня 1918)
- Гауптман у відставці (1 жовтня 1933)
- Майор у відставці (8 травня 1934)
- Майор служби комплектування (7 жовтня 1935)
- Оберстлейтенант (1 квітня 1939)
- Оберст (1 серпня 1941)
- Генерал-майор (1 липня 1944)

## Нагороди
- Залізний хрест 2-го і 1-го класу
- Нагрудний знак «За поранення» в чорному
- Пам'ятна військова медаль (Австрія)
- Почесний хрест ветерана війни з мечами
- Медаль «За вислугу років у Вермахті» 4-го і 3-го класу (12 років)
- Хрест Воєнних заслуг 2-го і 1-го класу з мечами
- Німецький хрест в сріблі (10 липня 1944)